# Athyreus bilbergi
Athyreus bilbergi là một loài bọ cánh cứng trong họ Geotrupidae. Loài này được Gray miêu tả khoa học năm 1832.